# The Geto Boys
Albums de Geto Boys
Grip It! On That Other Level
(1989) We Can't Be Stopped
(1991)
The Geto Boys est un album de remixes des Geto Boys, sorti en octobre 1990.
L'opus contient un titre du premier album du groupe, Making Trouble, dix de Grip It! On That Other Level et deux morceaux inédits. Toutes les chansons ont été remixées par le producteur Rick Rubin et son protégé, Brendan O'Brien.
La pochette est inspirée de celle de l'album Let It Be des Beatles.
The Geto Boys a été très controversé à sa sortie en raison de contenu des paroles jugées trop violentes. Le distributeur original, Geffen Records, a d'ailleurs refusé de diffuser l'album et le fabricant de disques, Sony DADC, a refusé de les presser. Finalement, Rick Rubin a trouvé un accord avec Def American Recordings et Warner Bros. Records qui ont accepté de commercialiser l'album.
L'album s'est classé 67e au Top R&B/Hip-Hop Albums et 171e au Billboard 200.

## Liste des titres
Toutes les chansons sont écrites et composées par Akshen, Lil J et Willie D.
| No  | Titre                              | Contient un (des) sample(s) de | Durée |
| --- | ---------------------------------- | --- | ----- |
| 1.  | Fuck 'Em                           | Breakthrough d'Isaac Hayes Kool Is Back de Funk, Inc. Rocket in the Pocket (Live) de Cerrone Fuck Gaspar Gomez (Extrait de la bande originale du film Scarface) Bathtub Scene (Extrait de la bande originale du film Scarface)                                                 | 4:02  |
| 2.  | Size Ain't Shit                    | | 3:41  |
| 3.  | Mind of a Lunatic                  | | 5:04  |
| 4.  | Gangsta of Love                    | | 5:12  |
| 5.  | Trigga Happy Nigga                 | | 3:47  |
| 6.  | Life in the Fast Lane              | The Big Bang Theory de Parliament Hot Pants des Soul Brothers Inc. The Big Beat de Billy Squier | 3:25  |
| 7.  | Assassins                          | Apache de l'Incredible Bongo Band | 5:06  |
| 8.  | Do it Like a G.O.                  | | 4:25  |
| 9.  | Read These Nikes                   | | 3:37  |
| 10. | Talkin' Loud, Ain't Saying Nothin' | Talkin' Loud & Sayin' Nothing de James Brown Skin Tight des Ohio Players Theme From the Planets de Dexter Wansel South Bronx des Boogie Down Productions | 3:55  |
| 11. | Scarface                           | | 4:55  |
| 12. | Let a Ho be a Ho                   | Money de Pink Floyd Impeach the President des Honey Drippers | 3:40  |
| 13. | City under Siege                   | The Message From the Soul Sisters de Myra Barnes I'd Like to Teach the World to Sing (In Perfect Harmony) des Hillside Singers Think (About It) de Lyn Collins Trigga Happy Nigga des Geto Boys A Pig That Don't Fly Straight (Extrait de la bande originale du film Scarface) | 4:27  |